# Marjola Girls
Marjola Girls was een Nederlandse amateurvoetbalclub voor vrouwen uit het dorp Lepelstraat, dat tot de gemeente Bergen op Zoom behoort. De vereniging is in 1972 opgericht door voetbalvrouwen. Marjola Girls is een van de ooit zeven verenigingen in Nederland waar uitsluitend vrouwenvoetbal plaatsvindt.
In 1971 deed een vrouwenelftal mee aan een avondcompetitie van cafés. Op 22 februari 1972 werd de vereniging officieel opgericht en op 26 maart van datzelfde jaar werd de eerste wedstrijd gespeeld.
In 2012 had Marjola Girls twee teams: 1 senioren- en 1 juniorenteam.

De club had in 2017/18 ongeveer 40 leden, en beschikte over 1 vrouwenelftal dat actief was in de 3e klasse (zaterdag) en een MO17-team in de 2e klasse (zaterdag).
In 2019 zette de vereniging met RKSV Halsteren een gezamenlijke jeugdopleiding op.